# Liste des diocèses de Côte d'Ivoire
L’Église catholique romaine en Côte d'Ivoire est organisée en quatre provinces métropolitaines et 15 diocèses.

## Province ecclésiastique d'Abidjan
- Archidiocèse d'Abidjan
  - Diocèse d'Abidjan
  - Diocèse d'Agboville
  - Diocèse de Grand-Bassam
  - Diocèse de Yopougon

## Province ecclésiastique de Bouaké
- Archidiocèse de Bouaké
  - Diocèse de Bouaké
  - Diocèse d'Abengourou
  - Diocèse de Bondoukou
  - Diocèse de Yamoussoukro

## Province ecclésiastique de Gagnoa
- Archidiocèse de Gagnoa
  - Diocèse de Gagnoa
  - Diocèse de Daloa
  - Diocèse de Man
  - Diocèse de San Pedro

## Province ecclésiastique de Korhogo
- Archidiocèse de Korhogo
  - Diocèse de Korhogo
  - Diocèse de Katiola
    - Diocèse de Odienné